# Orlando (novel·la)
Orlando (títol original en anglès: Orlando: A Biography) és una novel·la de Virginia Woolf, publicada per primera vegada l'11 d'octubre de 1928. Un animat "divertiment" inspirat en la tumultuosa història familiar de l'amant i amiga íntima de Woolf, la poeta i novel·lista aristòcrata Vita Sackville-West. Podria dir-se que es tracta d'una de les seves novel·les més populars: una història de la literatura anglesa en forma satírica. El llibre descriu les aventures d'un(a) poeta que canvia de sexe d'home a dona i viu durant segles, i que arriba a conèixer les figures clau de la història literària anglesa. Considerat un clàssic feminista, s'ha escrit àmpliament sobre el llibre per part d'estudiosos de l'escriptura de dones i estudis de gènere i transgènere.

## Inspiració
Woolf i Vita Sackville-West eren membres del grup de Bloomsbury, conegut per les seves opinions liberals sobre la sexualitat. Ambdues van iniciar una relació sexual i romàntica que va durar una dècada i va continuar com una amistat molt de temps després. Cal destacar que aquesta inspiració la va confirmar la pròpia Woolf, que va assenyalar en el seu diari la idea d'Orlando el 5 d'octubre de 1927: "I a l'instant els fascinants mecanismes habituals entren a la meva ment: una biografia que començarà l'any 1500 i continuarà fins als nostres dies, anomenada Orlando: Vita, tan sols amb un canvi d'un sexe a l'altre."
Nigel Nicolson, fill de Sackville-West, va escriure: "L'efecte de Vita a Virginia està contingut a Orlando, la carta d'amor més llarga i encantadora de la literatura, en la qual explora Vita, la fa entrar i sortir dels segles, la llança d'un sexe a l'altre, juga amb ella, la vesteix de pells, puntes i maragdes, es burla d'ella, coqueteja amb ella, deixa caure un vel de boira al seu voltant."

## Influència i reconeixement
Orlando va ser un èxit contemporani, tant a nivell crític com financer, i va garantir l'estabilitat financera dels Woolf. En general, no es veia només com literatura elevada sinó com una novel·la de tafaneries sobre Sackville-West. No obstant això, la ressenya del llibre que en va fer The New York Times reconeixia la importància de l'obra com a experiment en noves formes de literatura.
L'obra ha estat objecte de nombrosos escrits acadèmics, incloent el tractament detallat en diverses obres sobre Virginia Woolf.
El títol de la novel·la també ha estat present en alguns sentits per a l'escriptura de dones en general, com una de les obres més famoses d'una autora que tracta directament el tema del gènere. Per exemple, un projecte a la Universitat de Cambridge sobre el la història de l'escriptura femenina a les illes britàniques va rebre el nom del llibre.

## Adaptacions
La novel·la ha estat adaptada diverses vegades, tant al teatre com a la gran pantalla. El 1989, el director Robert Wilson i l'escriptor Darryl Pinckney van col·laborar en una producció teatral amb un sol actor: la versió alemanya va estrenar-se aquell any al Schaubühne am Lehniner Platz de Berlín, amb l'actriu Jutta Lampe; Isabelle Huppert va actuar en la versió en francès, que es va inaugurar al Théâtre Vidy-Lausanne de Lausana (Suïssa) el 1993; la britànica va estrenar-se al Festival Internacional d'Edimburg el 1996, amb Miranda Richardson com a protagonista; i la xinesa va fer el mateix l'any 2009 al Teatre Nacional de Taipei (Taiwan), monologat per Hai-Ming Wei.
Una segona adaptació teatral, de la mà de Sarah Ruhl, es va presentar primera vegada a Evanston (Illinois) el 1998 i es va estrenar a l'Off-Broadway de Nova York dos anys més tard. El 2016 el compositor Peter Aderhold i la llibretista Sharon L. Joyce van estrenar una òpera basada en l'obra l'Staatstheater Braunschweig, el Teatre Estatal de Braunschweig. L'any 2015 es va estrenar a l'Òpera de Sydney (Austràlia), amb Jacqueline McKenzie en el paper protagonista.
També se'n va fer una adaptació cinematogràfica homònima el 1992, dirigida per Sally Potter i protagonitzada per Tilda Swinton, amb Quentin Crisp fent d'Elisabet I d'Anglaterra.